# The Greatest Hits, So Far
The Greatest Hits, So Far — сборник британской группы Public Image Ltd, вышедший в 1990 году. Альбом занял 20-е место в британском хит-параде.

## Об альбоме
The Greatest Hits, So Far охватывает всю карьеру PiL, включает песни с альбомов разных лет, а также 5 миксов, и новую песню «Don’t Ask Me», которую группа специально написала для альбома.
Сборник содержит обычный CD диск и буклет из 12 страниц, на которых написаны тексты песен и размещены фотографии группы.
Джон Лайдон позже утверждал, что Virgin сделали очень мало копий сборника, всего 44 000. Сборник имел неожиданный успех и быстро распродался.
Песня «This Is Not a Love Song» не оригинальная версия сингла, а повторно записанная версия с альбома 'This Is What You Want…‘
Ремикс песни «Rise» должен был быть выпущен, как второй сингл от сборника, но идея провалилась, так как Virgin выделили ограниченный бюджет.

Изначально я хотел, чтобы сборник состоял из 28 песен, но Virgin хотели поместить только восемь. Помню, как они сказали, что могут поместить на альбом не больше восьми песен. Тогда я сказал им: 'Подождите, я работаю с вами уже 12 лет, и вы хотите сборник всего лишь из восьми треков?! Да пошли вы. Я отказался иметь с ними дела, пока они не согласятся. Я хотел, чтобы такие песни как «Warrior» звучали рядом с песнями вроде «Death Disco» и «Memories», чтобы люди видели грань между ними. Я очень рад, что эта грань есть. Все эти песни звучат, как единое целое. Так что я доволен собой.— Джон Лайдон

## Список композиций
1. «Public Image»
2. «Death Disco» (7" Mix)"
3. «Memories»
4. «Careering»
5. «Flowers of Romance»
6. «This is Not a Love Song» (LP Version)
7. «Rise» (Bob Clearmountain Remix)
8. «Home»
9. «Seattle»
10. «The Body» (UK 12" Remix)
11. «Rules and Regulations»
12. «Disappointed» (12" Mix)
13. «Warrior» (Dave Dorrell Remix)
14. «Don’t Ask Me»

## Позиции в хит-парадах
| Год  | Хит-парад                        | Высшая позиция | Пребывание |
| ---- | -------------------------------- | -------------- | ---------- |
| 1990 | Великобритания (UK Albums Chart) | 20             | 3 недели   |

| Регион                                                      | Сертификация | Продажи |
| ----------------------------------------------------------- | ------------ | ------- |
| Великобритания (BPI)                                        | Серебряный   | 60 000* |
| ^ Данные о тиражах приведены только на основе сертификации. |              |         |